# Ліберті-Гроув (Вісконсин)
Ліберті-Гроув (англ. Liberty Grove) — місто (англ. town) в США, в окрузі Дор штату Вісконсин. Населення — 2096 осіб (2020).

## Демографія
Згідно з переписом 2010 року, у місті мешкали 1734 особи в 829 домогосподарствах у складі 564 родин. Було 2342 помешкання
Расовий склад населення:
| - 98,9 % — білих - 0,2 % — чорних або афроамериканців - 0,2 % — азіатів - 0,1 % — корінних американців |

До двох чи більше рас належало 0,5 %. Частка іспаномовних становила 0,9 % від усіх жителів.
За віковим діапазоном населення розподілялося таким чином: 14,4 % — особи молодші 18 років, 53,2 % — особи у віці 18—64 років, 32,4 % — особи у віці 65 років та старші. Медіана віку мешканця становила 57,0 року. На 100 осіб жіночої статі у місті припадало 93,1 чоловіків;  на 100 жінок у віці від 18 років та старших — 93,4 чоловіків також старших 18 років.
Середній дохід на одне домашнє господарство  становив 80 575 доларів США (медіана — 61 429), а середній дохід на одну сім'ю — 100 159 доларів (медіана — 78 942). Медіана доходів становила 50 909 доларів для чоловіків та 30 192 долари для жінок. За межею бідності перебувало 9,0 % осіб, у тому числі 5,4 % дітей у віці до 18 років та 4,2 % осіб у віці 65 років та старших.
Цивільне працевлаштоване населення становило 740 осіб. Основні галузі зайнятості: мистецтво, розваги та відпочинок — 22,7 %, роздрібна торгівля — 15,1 %, науковці, спеціалісти, менеджери — 12,2 %, освіта, охорона здоров'я та соціальна допомога — 10,1 %.